# Tatiana Marinenko
Tatiana Savelievna Marinenko (en russe : Татьяна Савельевна Мариненко), née le 25 janvier 1920 à Soukhoï Bor et morte assassinée le 2 août 1942 à Jartsy, est une partisane soviétique et un agent de renseignement pour le NKVD pendant la Seconde Guerre mondiale. Elle reçut le titre d'Héroïne de l'Union soviétique à titre posthume.

## Biographie
Originaire de la région de Vitebsk, en Biélorussie, elle est née dans une famille de fermiers, aînée d'une fratrie de cinq. En 1939, elle obtient son diplôme à l'Université de Polotsk et est envoyée pour enseigner dans une école primaire.
Pendant la Seconde Guerre mondiale, alors que la Biélorussie est occupée par les troupes allemandes, elle rejoint les partisans sous le pseudonyme « Vassiliok » (en russe : Василёк ou « Bleuet »). Ils distribuent des tracts dans les rues de Polotsk mais une taupe dans l'organisation informe les Allemands de leurs actions. Trahie, elle est arrêtée en compagnie de son frère, fin juillet 1942. Le 2 août, son frère et elle sont exécutés par les troupes allemandes, après trois jours de tortures.
Elle ne reçut le titre de Héros de l'Union soviétique qu'en 1965 par un décret du Soviet suprême qui offrait ce titre à tous les partisans soviétiques dont les faits et gestes n'avaient pas été connus avant la fin de la guerre. Elle est aussi récipiendaire de l'Ordre de Lénine.